# Liste der Bodendenkmale in Lemgow
In der Liste der Bodendenkmale in Lemgow sind alle Bodendenkmale der niedersächsischen Gemeinde Lemgow aufgelistet. Die Quelle ist der Denkmalatlas Niedersachsen. Der Stand der Liste ist der 28. Juni 2024.

## Allgemein
In den Spalten finden sich folgende Informationen des Bodendenkmales :
- Lage        : geographische Koordinaten
- Bezeichnung : Bezeichnung lt. Denkmalatlas
- Beschreibung: Beschreibung lt. Denkmalatlas
- ID          : Objekt-ID
- Bild        : Bild, ggf. zusätzlich mit Link zu weiteren Fotos im Medienarchiv Wikimedia Commons.

## Schletau
| Lage                         | Bezeichnung              | Beschreibung | ID                                                | Bild |
| ---------------------------- | ------------------------ | ------------ | ------------------------------------------------- | ---- |
| 52° 55′ 52″ N, 11° 22′ 45″ O | Schletau 18, Wegesperre  |              | 36795440 36647467/1/-/ 28907248 36795440 36647467 | BW   |
| 52° 55′ 46″ N, 11° 25′ 9″ O  | Schletau 23, Grenzgraben |              | 37038622/1/-/ 36788731 37038622                   | BW   |

### Schletau 14
ID:28906749
Die Landwehr "14 Gräben" im Naturschutzgebiet "Planken und Schletauer Post" gehört zu den auffälligsten und größten Anlagen dieser Art im östl. Niedersachsen. Sie ist eingetragen in Blatt 88 der Kurhannoverschen Landesaufnahme von 1775. Die Landwehr wird durch die Gräben dominiert, die oft von Wällen begleitet sind.

| Lage                         | Bezeichnung | Beschreibung | ID       | Bild |
| ---------------------------- | ----------- | ------------ | -------- | ---- |
| 52° 55′ 11″ N, 11° 24′ 15″ O | Teilstück   |              | 36649565 | BW   |
| 52° 55′ 11″ N, 11° 24′ 33″ O | Teilstück   |              | 36794912 | BW   |
| 52° 55′ 9″ N, 11° 24′ 52″ O  | Teilstück   |              | 36649728 | BW   |
| 52° 55′ 9″ N, 11° 25′ 0″ O   | Teilstück   |              | 36651343 | BW   |
| 52° 55′ 11″ N, 11° 25′ 5″ O  | Teilstück   |              | 36651480 | BW   |
| 52° 55′ 11″ N, 11° 25′ 10″ O | Teilstück   |              | 36651647 | BW   |
| 52° 55′ 10″ N, 11° 25′ 18″ O | Teilstück   |              | 36651957 | BW   |
| 52° 55′ 10″ N, 11° 25′ 24″ O | Teilstück   |              | 36652306 | BW   |